# Métropole Télévision 6
M6 (oficjalnie jako Métropole Télévision 6) – francuska, prywatna i komercyjna stacja telewizyjna. Nadaje program od 1 marca 1987 roku.